# Ophiopholis japonica
Ophiopholis japonica is een slangster uit de familie Ophiactidae.
De wetenschappelijke naam van de soort werd in 1879 gepubliceerd door Theodore Lyman.